# Virandeville
Virandeville är en kommun i departementet Manche i regionen Normandie i norra Frankrike. Kommunen ligger i kantonen Équeurdreville-Hainneville som tillhör arrondissementet Cherbourg. År 2022 hade Virandeville 771 invånare.

## Befolkningsutveckling
Antalet invånare i kommunen Virandeville
| Referens: INSEE |